# George Addison West
George Addison West (* 11. März 1931 in Hightstown, New Jersey; † 19. Januar 2013) war ein US-amerikanischer Jazzposaunist, Arrangeur und Hochschullehrer.

## Leben und Wirken
Addison West stammte aus einem musikalischen Elternhaus; nach dem Besuch der Hightstown High School und The Peddie School studierte er am Oberlin Conservatory of Music, Ohio und an der Michigan State University, wo er den Master erwarb. Bevor er seine Lehrtätigkeit begann, war er Posaunist und Arrangeur bei Kai Winding, dem Guy Lombardo Orchestra und für The Airmen of Note, ein Jazzensemble der US Air Force. West unterrichtete Musiktheorie und Blechbläser an der Stephen F. Austin State University (Texas), der University of Calgary und der James Madison University (Virginia), wo er ein Jazzprogramm gründete und 25 Jahre leitete, bis er 1996 in den Ruhestand ging. Daneben komponierte er und trat auch als Musiker auf.
Als emeritierter Professor der JMU gehörte er noch 16 Jahre der Fakultät der Musikschule der Stetson University in Florida als Adjunct Professor an. Außerdem schuf er das Jazzprogramm des Blue Lake Fine Arts Camp (Michigan), leitete das Blue Lake International Jazz Ensemble (People to People), mit dem er in Europa auf Tourneen ging, und leitete das Dozenten-Jazzensemble Blue Lake Monster. Außerdem war er Mitglied der International Association of Jazz Educators, für die er als regionaler Koordinator und Autor tätig war. West, der zuletzt in DeLand, Florida lebte, starb Anfang 2013 an den Folgen des Myelodysplastischen Syndroms.